# Monasterio de San Jerónimo el Real
Monasterio de San Jerónimo el Real, populärt känt som ”Los Jerónimos”, var ett av de viktigaste klostren i Madrid. Det byggdes ursprungligen för San Jerónimoorden. Intill detta låg Cuarto Real, som sedan byggdes till som Palacio del Buen Retiro under Filip IV:s tid.
Av konventet återstår numera kyrkan, omvandlad till församlingskyrka i parroquia de San Jerónimo, och ett kloster i barockstil.
Kyrkan och konventet är nära lierat med hovlivet och den spanska monarkin. Kyrkan har använts flitigt för begravningar, kröningar, förlovningar och vigslar, varav den senaste gällde Juan Carlos I.
Klostret ritades av Lorenzo de San Nicolás, och följde stilen i El Escorial. Efter år av försummelse under 1800- och 1900-talen, som hade lett till att klostret mer eller mindre låg i ruiner, inkorporerades det i Museo del Prado som del i en tillbyggnad ritad av arkitekten Rafael Moneo, för vilken det plockades ner sten för sten och byggdes upp igen på samma ställe.

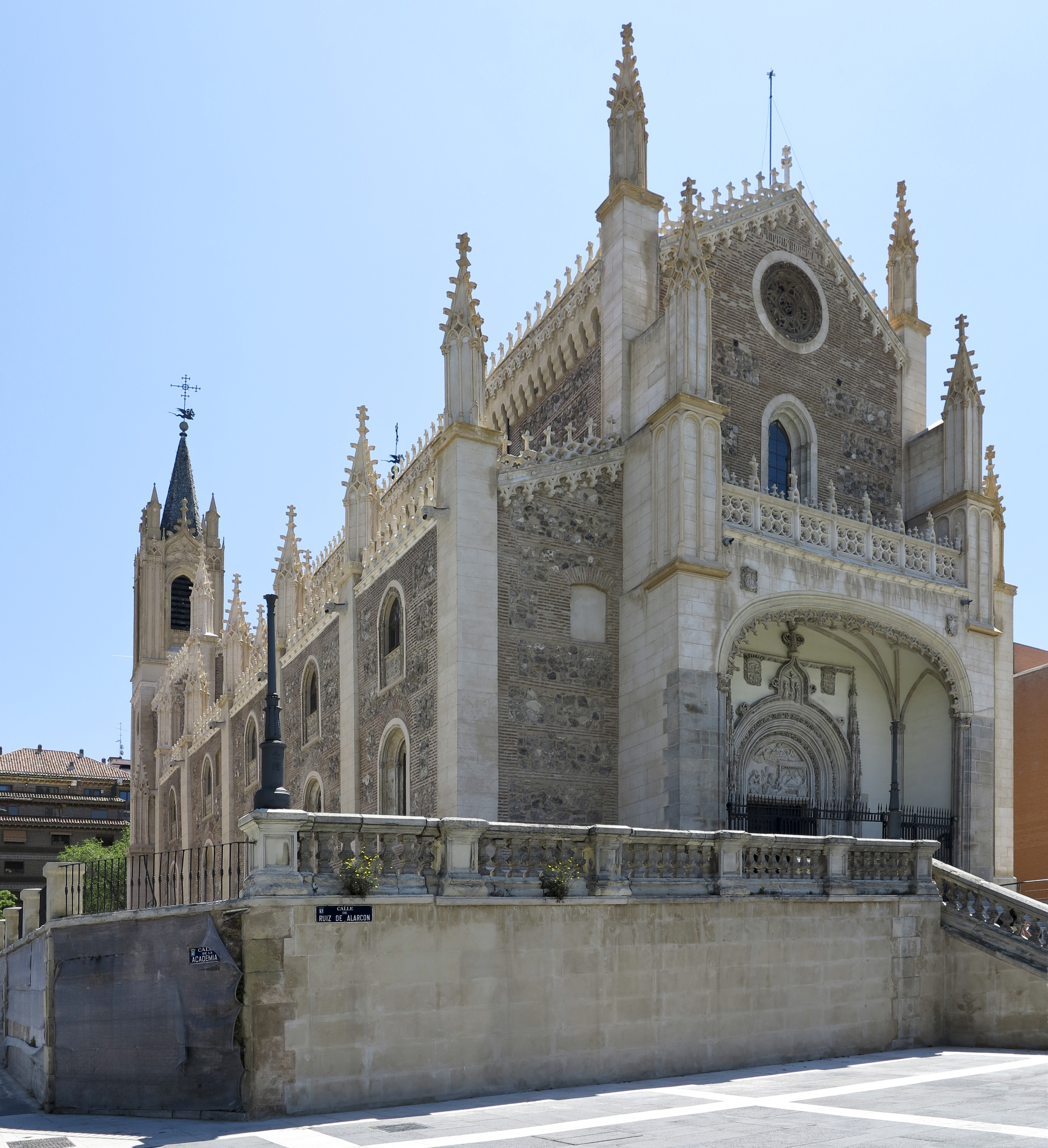
Exteriör
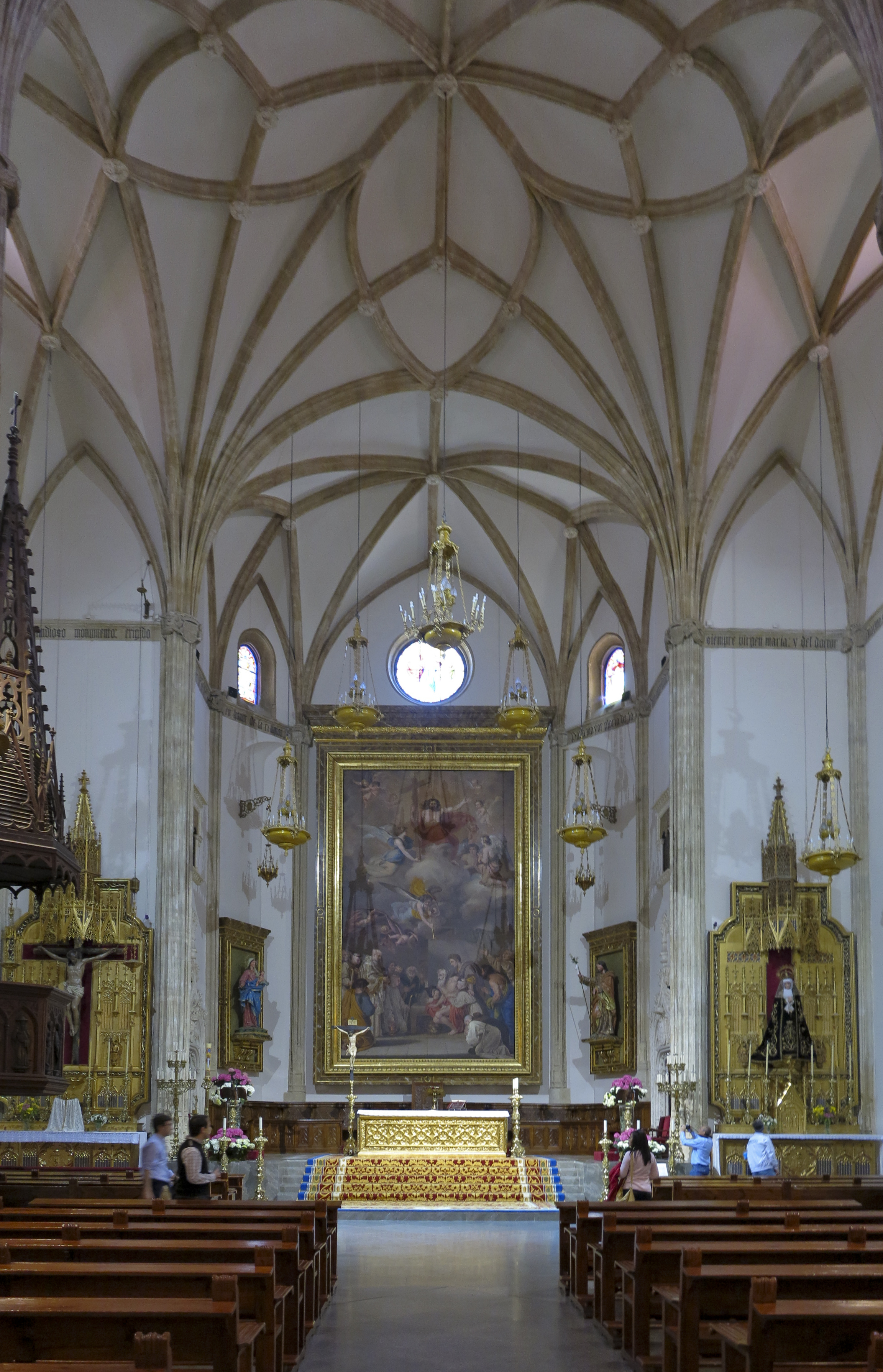
Interiör
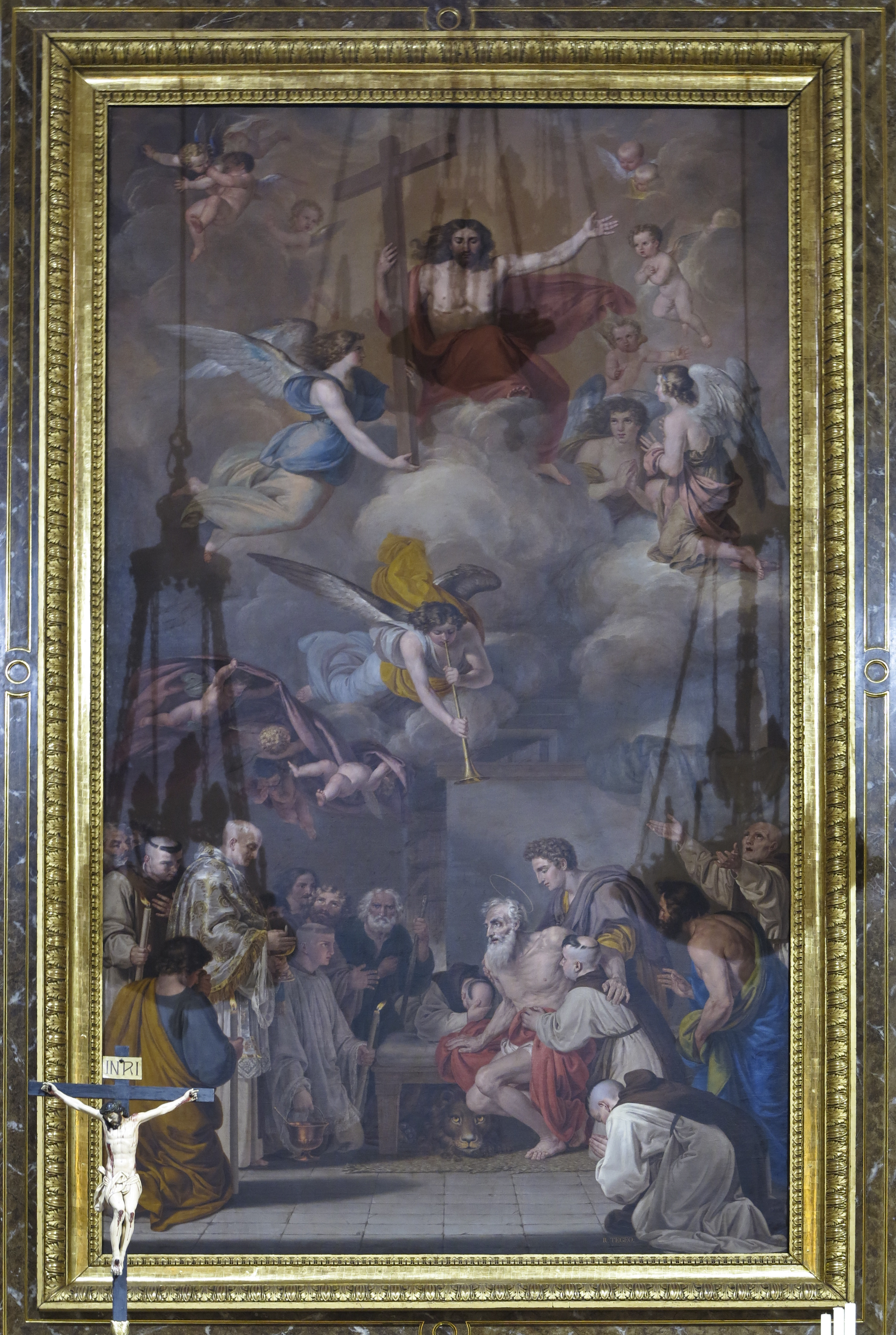
Altartavlan

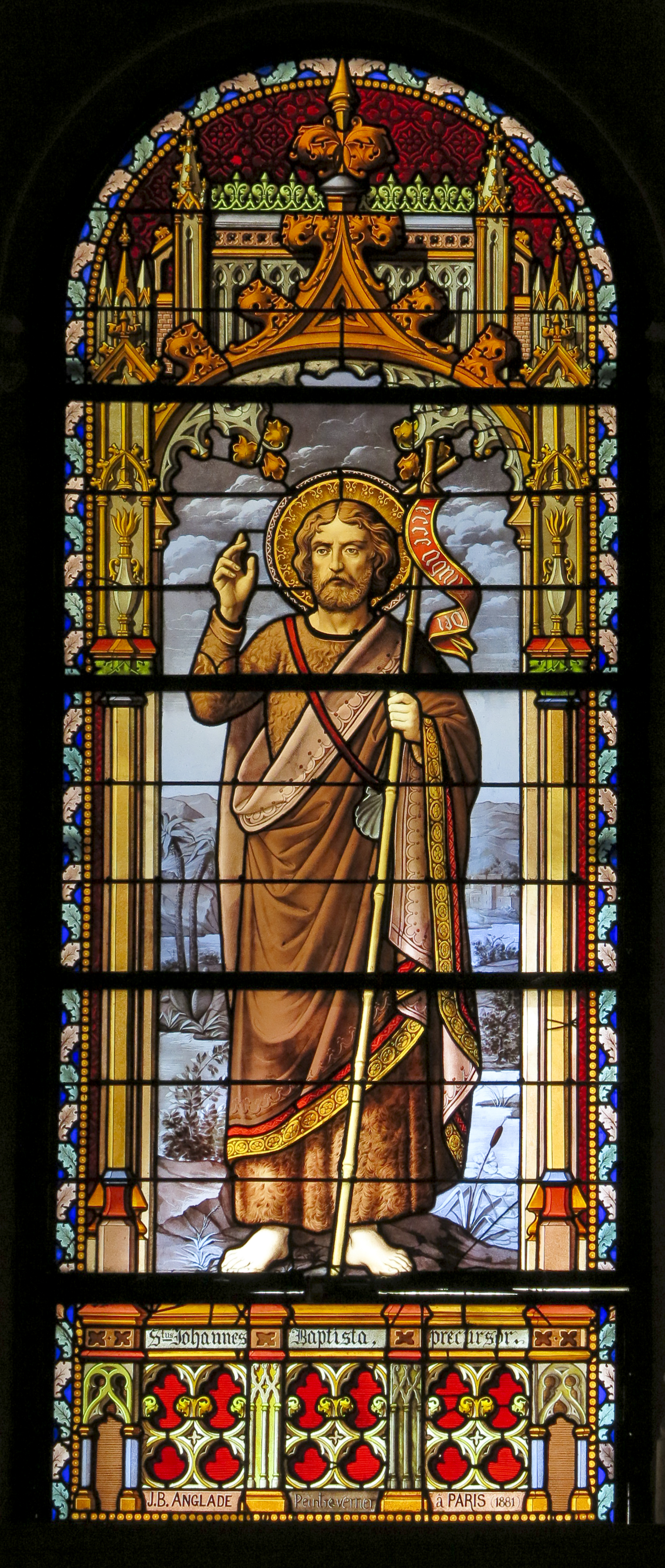
Johannes Döparen
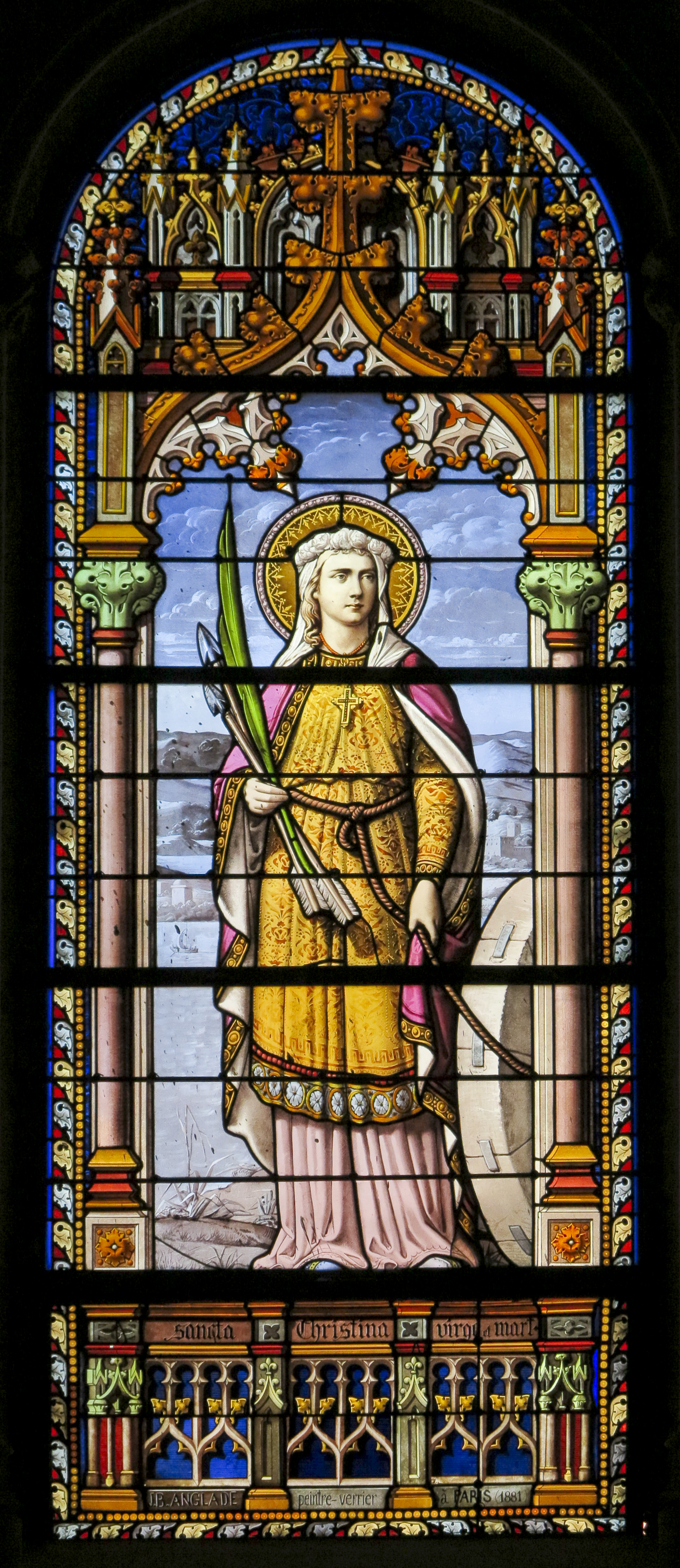
Sankta Kristina
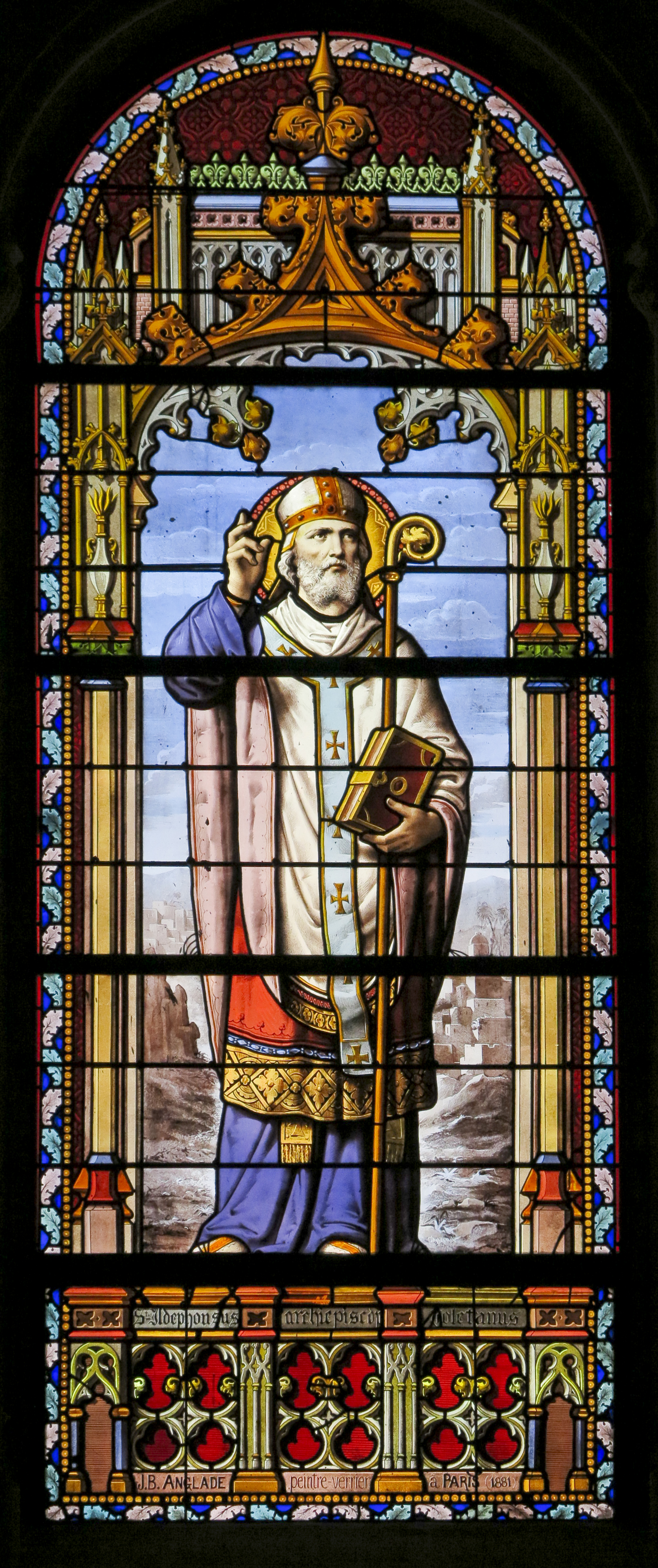
Sankt Ildephonsus, ärkebiskop

Den här artikeln är helt eller delvis baserad på material från spanskspråkiga Wikipedia, San Jerónimo el Real, 7 juni 2013.